# Clomacris
Clomacris is een geslacht van rechtvleugeligen uit de familie veldsprinkhanen (Acrididae). De wetenschappelijke naam van dit geslacht is voor het eerst geldig gepubliceerd in 1981 door Popov.

## Soorten
Het geslacht Clomacris  is monotypisch en omvat slechts de volgende soort:
- Clomacris omanica (Uvarov, 1936)